# Pieter de Bitter
Pour les articles homonymes, voir Bitter.
Pieter de Bitter, né vers 1620 et mort le 15 juin 1666, est un contre-amiral néerlandais qui s'est distingué au cours des deux premières guerres anglo-néerlandaises.

## Biographie
On ne sait rien de la vie de Pieter de Bitter avant 1653, année où il est mentionné comme capitaine du Mercurius, navire appartenant à la Compagnie néerlandaise des Indes orientales, lors de la bataille de Schéveningue où il met hors de combat un navire anglais mieux armé. En août 1655, il commande un navire lors de l'attaque néerlandaise victorieuse contre la colonie portugaise de Ceylan. Il participe lors des années suivantes à diverses actions contre les Portugais, toujours pour le compte de la Compagnie néerlandaise des Indes orientales, et commande une flotte qui fait le blocus de Goa en 1661.
En 1663, il participe à la prise de Cochin et administre temporairement la ville. L'année suivante, il est envoyé conclure un traité avec le roi Narai du Siam. En 1665, il commande l'escorte du convoi de la flotte d'épices des Indes orientales et, le 12 août, bat la flotte anglaise qui tentait de s'emparer de ce riche butin à la bataille de Vågen. Nommé commandant de la flotte chargée de retourner aux Indes, il meurt du scorbut à bord de son navire le 15 juin 1666 au large de l'Afrique de l'Ouest.

## Sources
- (en) Cet article est partiellement ou en totalité issu de l’article de Wikipédia en anglais intitulé « Pieter de Bitter » (voir la liste des auteurs).